# NGC 2988
NGC 2988 je galaksija u zviježđu Lavu.

## Vanjske poveznice
- SEDS: NGC 2988